# 苏胡克

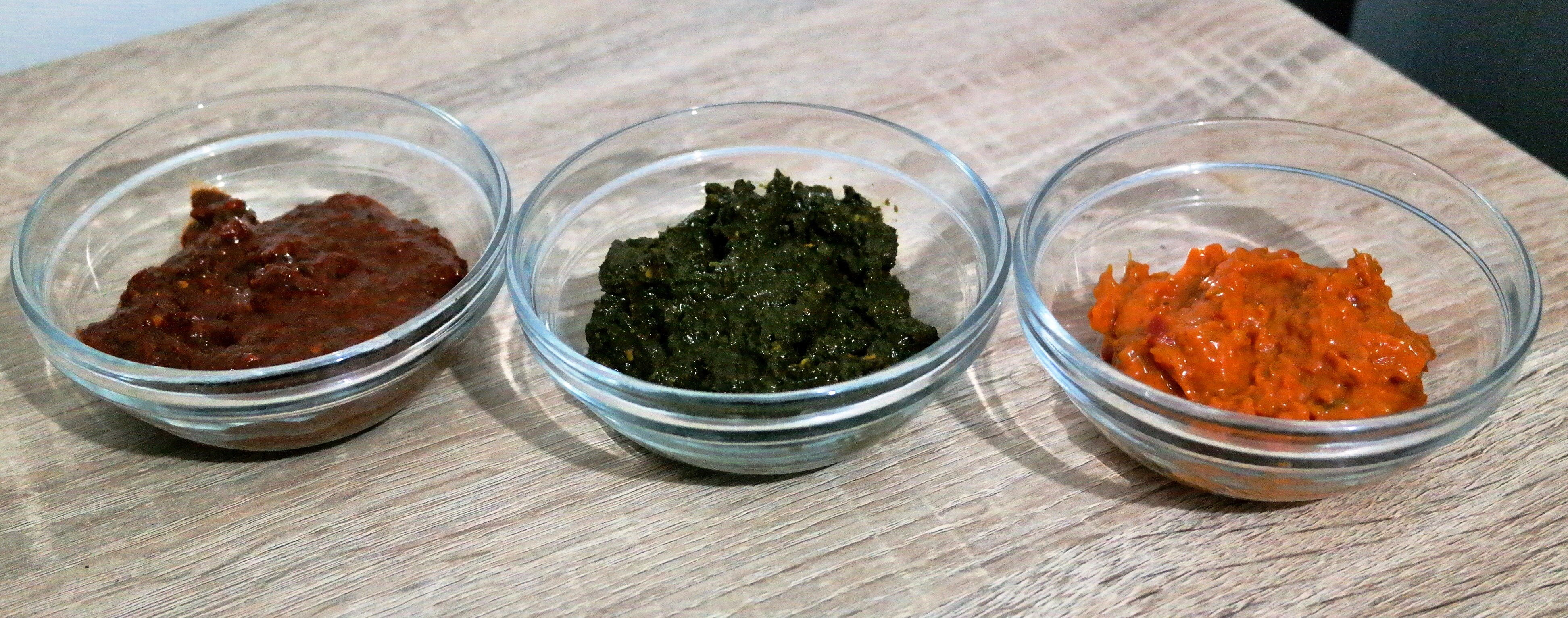
苏胡克成品，从左到右依次为：烟熏苏胡克、青苏胡克，以及红苏胡克

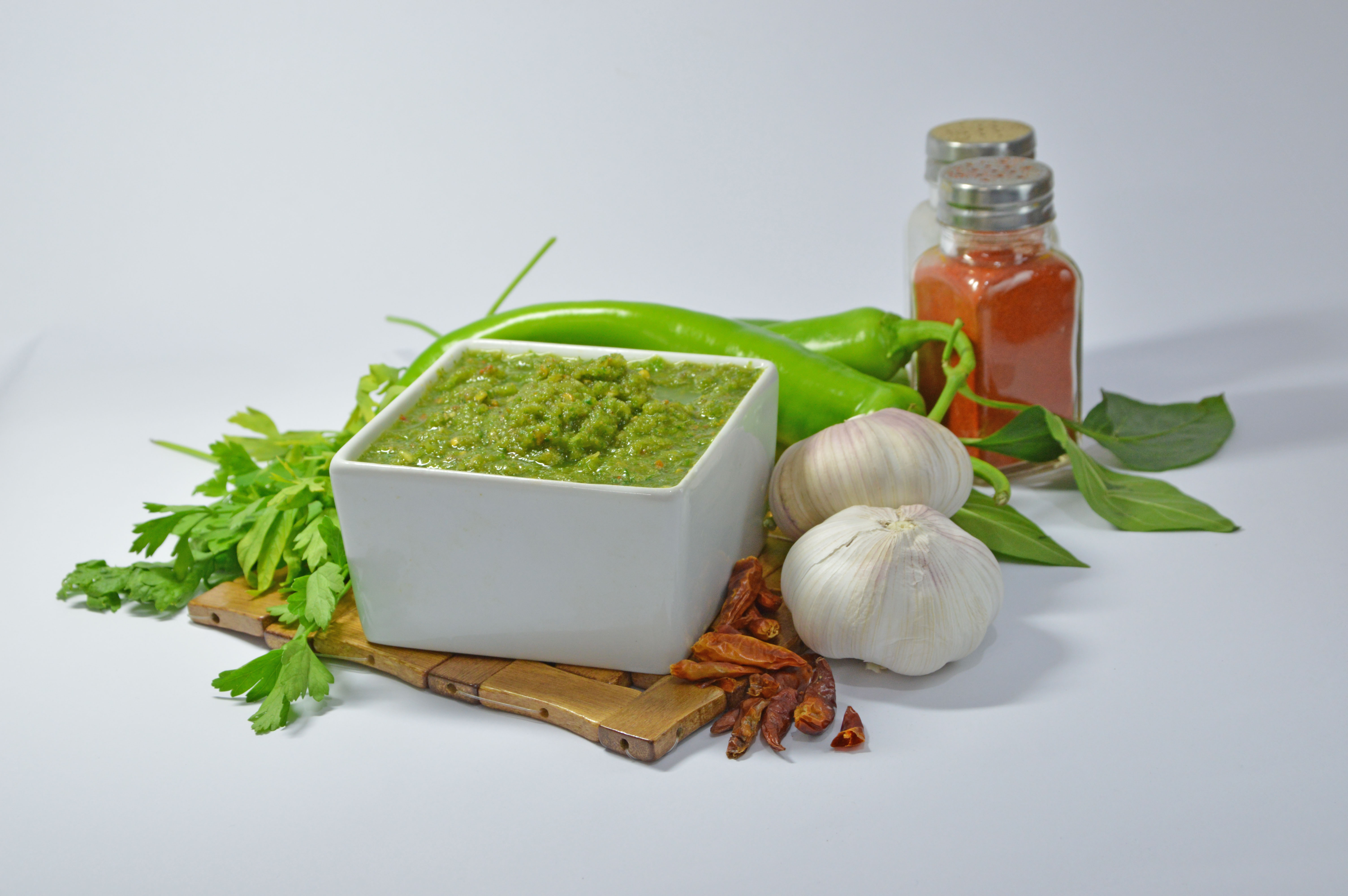
苏胡克配料展示

苏胡克（Zhug/Sahawiq）是一种也门特产的辣酱，由犹太移民带入也门。苏胡克的主要配料包括：新鲜的红辣椒或青椒，以及大蒜、丁香、小豆蔻、孜然等香料。传统的苏胡克由两块石头制作，一块大石头充当工作台，另一块小石头用于研磨。目前亦有使用研钵或食物加工机的做法。苏胡克有三种类型：青苏胡克、烟熏苏胡克，以及红苏胡克。苏胡克通常搭配炸豆丸子、沙威玛，以及皮塔饼等食物食用。